# York (Alabama)
 York és una població dels Estats Units a l'estat d'Alabama. Segons el cens del 2000 tenia 2.854 habitants.

## Demografia
Segons el cens del 2000, York tenia 2.854 habitants, 1.046 habitatges, i 689 famílies La densitat de població era de 155,6 habitants/km².
Dels 1.046 habitatges en un 33,2% hi vivien nens de menys de 18 anys, en un 33,4% hi vivien parelles casades, en un 28,8% dones solteres, i en un 34,1% no eren unitats familiars. En el 31,6% dels habitatges hi vivien persones soles el 13,9% de les quals corresponia a persones de 65 anys o més que vivien soles. El nombre mitjà de persones vivint en cada habitatge era de 2,61 i el nombre mitjà de persones que vivien en cada família era de 3,34.
Per edats la població es repartia de la següent manera: un 30,4% tenia menys de 18 anys, un 9,1% entre 18 i 24, un 24,8% entre 25 i 44, un 18,3% de 45 a 60 i un 17,4% 65 anys o més.
L'edat mediana era de 34 anys. Per cada 100 dones hi havia 75,6 homes. Per cada 100 dones de 18 o més anys hi havia 66,4 homes.
La renda mediana per habitatge era de 19.153 $ i la renda mediana per família de 23.417 $. Els homes tenien una renda mediana de 28.362 $ mentre que les dones 15.438 $. La renda per capita de la població era d'11.792 $. Aproximadament el 34,6% de les famílies i el 38,1% de la població estaven per davall del llindar de pobresa.